# Jefferson County, Colorado
Jefferson County är ett county beläget i centrala delen av delstaten Colorado, USA. Den administrativa huvudorten (county seat) är Golden. Countyt grundades 1818 och fick sitt namn efter Thomas Jefferson. 

## Geografi
Enligt United States Census Bureau har countyt en total area på 2 015 km². 2000 km² av den arean är land och 15 km² är vatten. 

### Angränsande countyn
- Boulder County - nord
- City and County of Broomfield - nordöst
- Adams County - öst
- City and County of Denver - öst
- Arapahoe County - öst
- Douglas County - öst
- Teller County - syd
- Park County - sydväst
- Clear Creek County - väst
- Gilpin County - nordväst